# Gare de Lille-Europe
Gare de Lille-Europe vasútállomás Franciaországban, Lille településen. Lillének két vasútállomása is van: Gare de Lille-Europe állomásra érkeznek a nagysebességű vonatok (TGV, Eurostar), melyek a nemzetközi és a távolsági forgalmat szolgálják; Gare de Lille-Flandres a város régi vasútállomása, ahová a lassabb regionális belföldi, továbbá a belga regionális vonatok érkeznek.

## Története
Párizs, London és Brüsszel háromszögének térképe
Az állomást 1993-ban építették Jean-Marie Duthilleul építész tervei alapján az Egyesült Királyságba és Belgiumba közlekedő nemzetközi vonatok, valamint a belföldi TGV-vonatok megállóhelyeként. Lille-Europe az egyetlen új nagysebességű vasútállomás, amelyet egy városközpontban építettek.
Az állomást 1994 májusában nyitotta meg François Mitterrand akkori francia elnök. Lille korábbi főpályaudvarát, a mai Lille-Flandres-t az Euralille bevásárlóközpont köti össze a Lille-Europe pályaudvarral, és azóta is kiszolgálja a regionális forgalmat és néhány párizsi TGV-járatot, valamint a Lille nagyváros különböző célállomásait.

## Közlekedés
Az Eurostar vonatok mellett a Brüsszelbe, Párizsba és Dél-Franciaországba tartó TGV-vonatok is megállnak Lille-Europe-ban. Egyes Párizsba tartó TGV-vonatok TERGV (Transport express régional à grande vitesse) regionális közlekedési jegyekkel is elérhetők.
A városi közlekedésben Lille-Europe a 2-es metróvonalhoz és két villamosvonalhoz kapcsolódik. Az állomás előtt különböző társaságok, például a FlixBus és a BlaBlaBus távolsági buszai állnak meg.

## Vasútvonalak
Az állomást az alábbi vasútvonalak érintik:
- LGV Nord

## Kapcsolódó állomások
A vasútállomáshoz az alábbi állomások vannak a legközelebb:
- Gare de Calais - Fréthun (Gare de Calais - Fréthun, LGV Nord)
- Gare TGV Haute-Picardie (Paris Gare du Nord, LGV Nord)
- Déli pályaudvar

## Képek

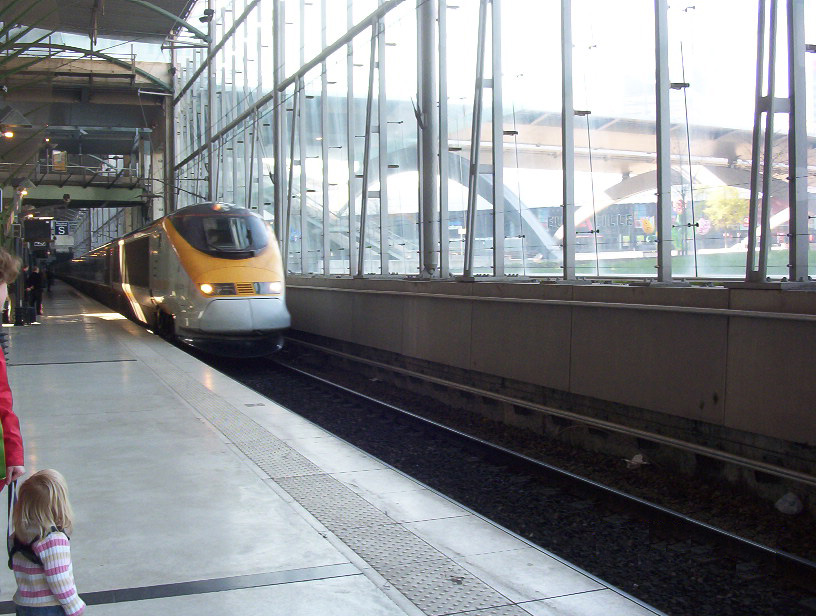
Eurostar nagysebességű vonat érkezik az állomásra
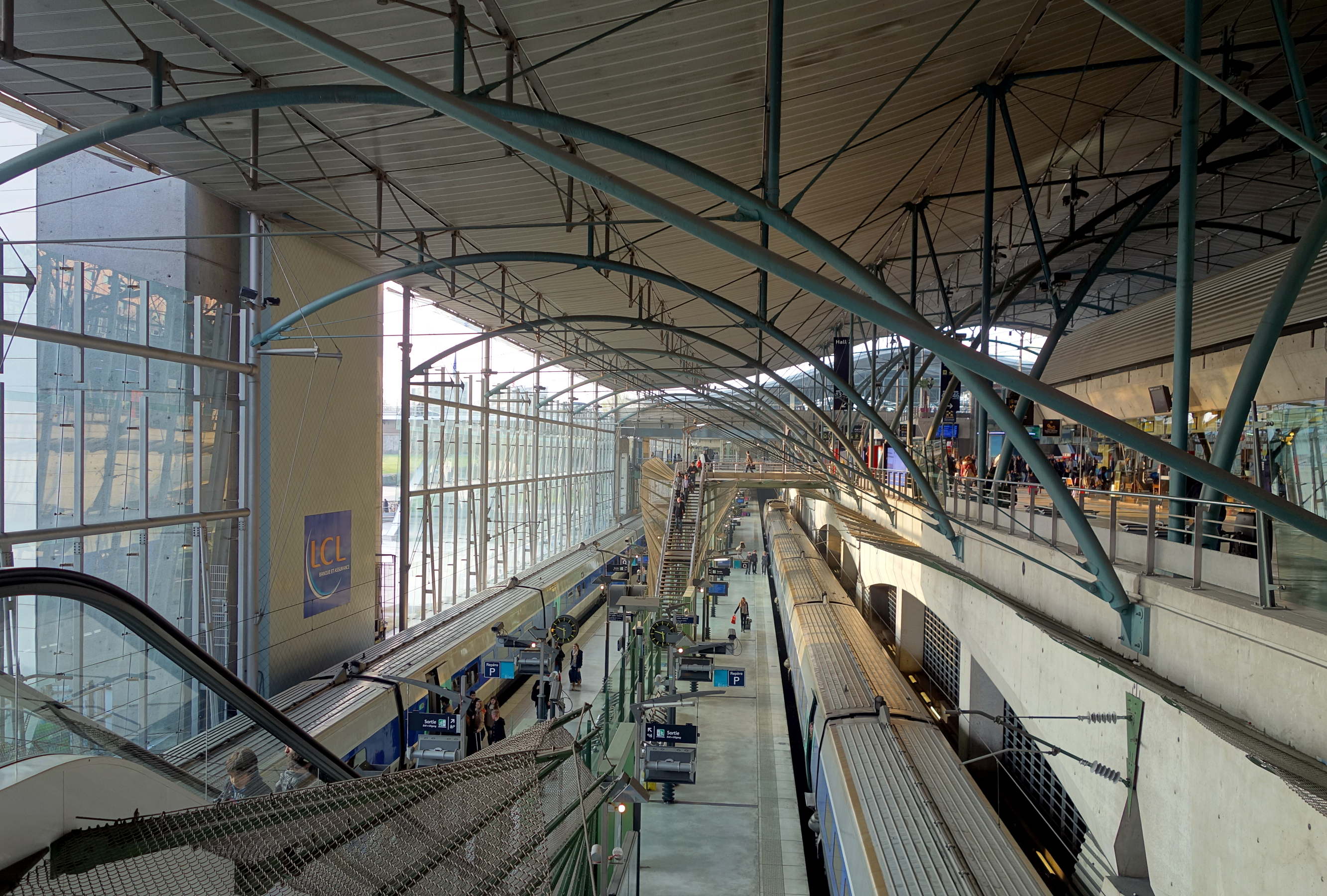
A vonatfogadó csarnok
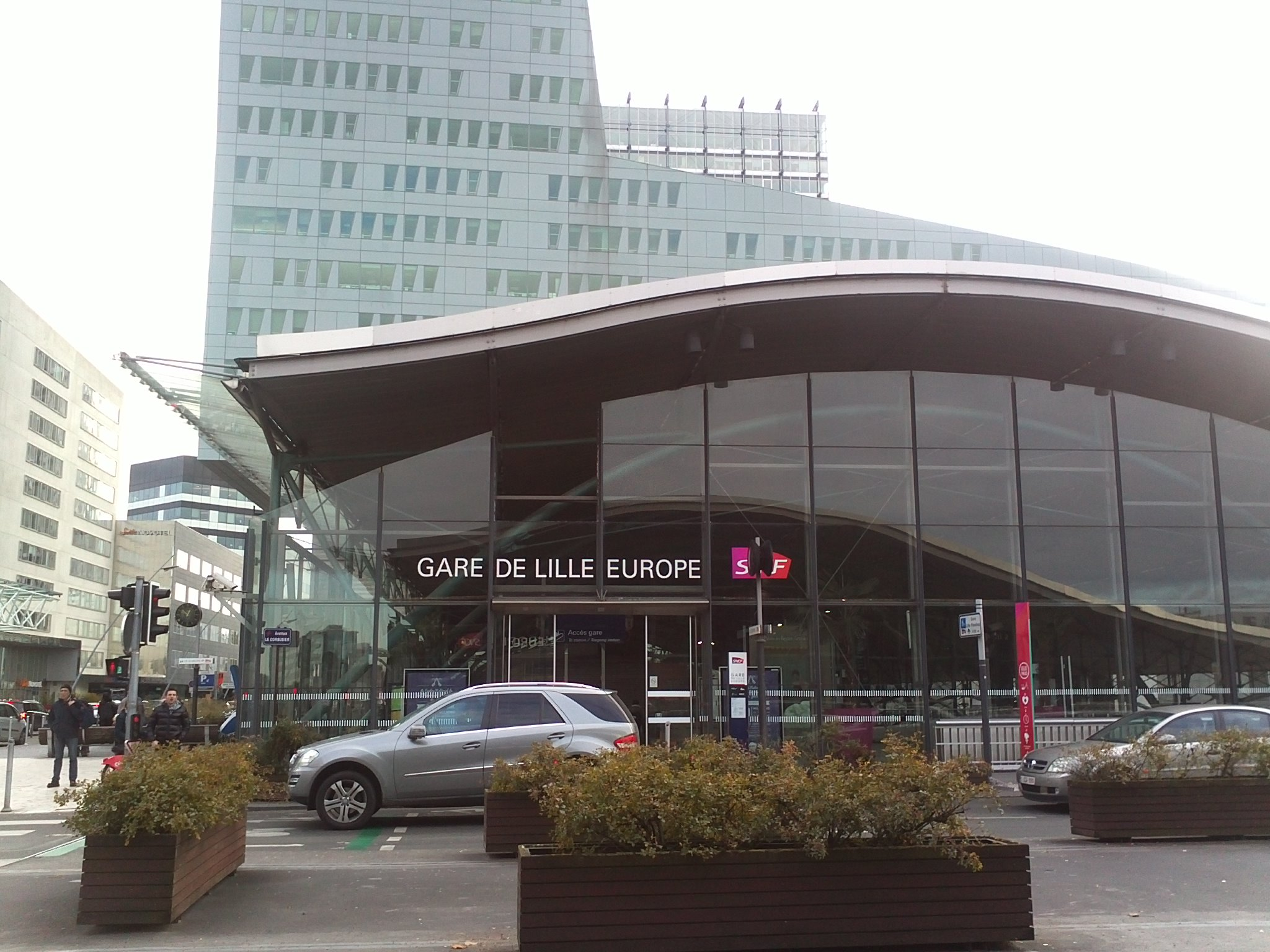
Az állomás egyik bejárata
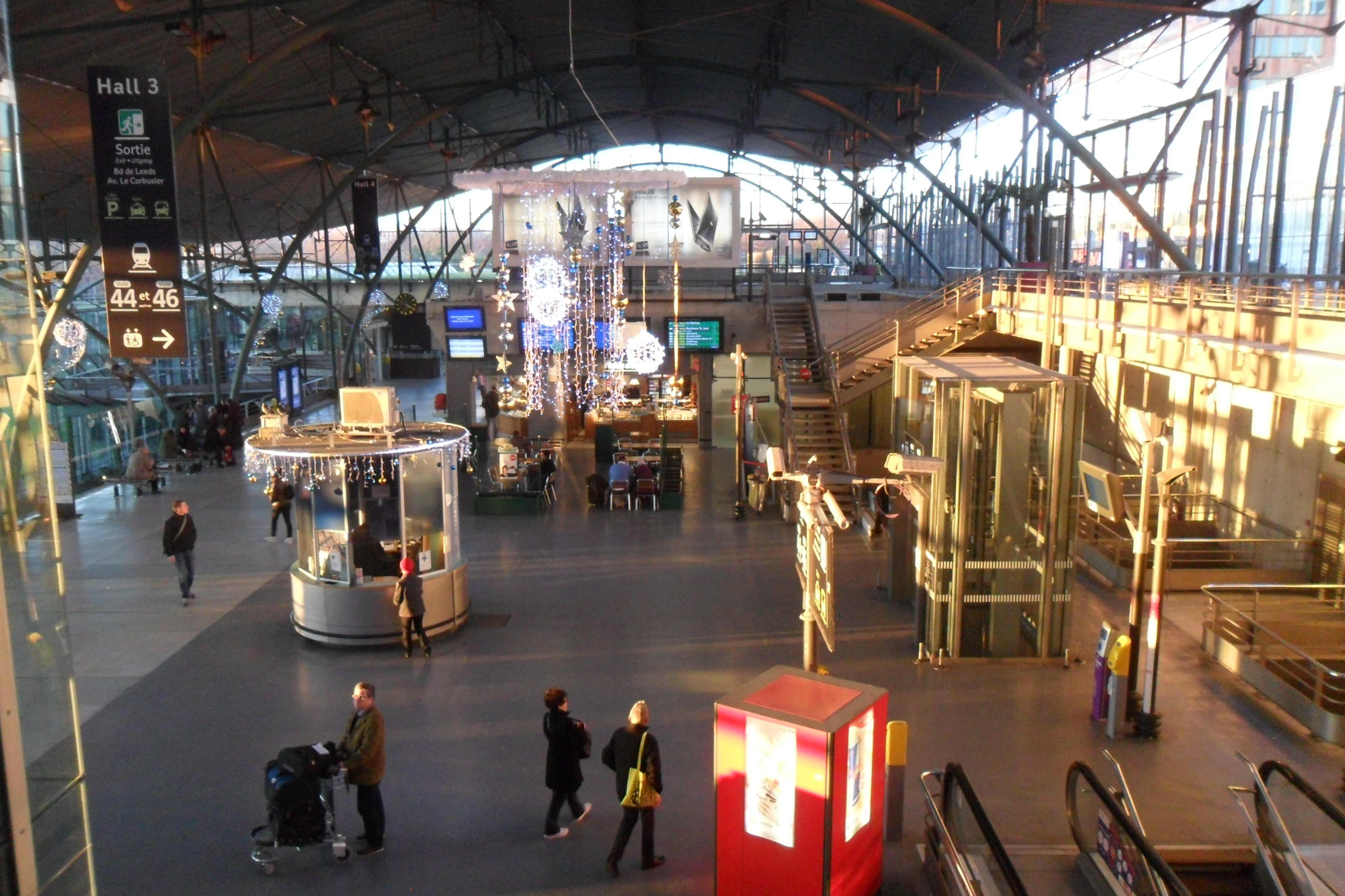
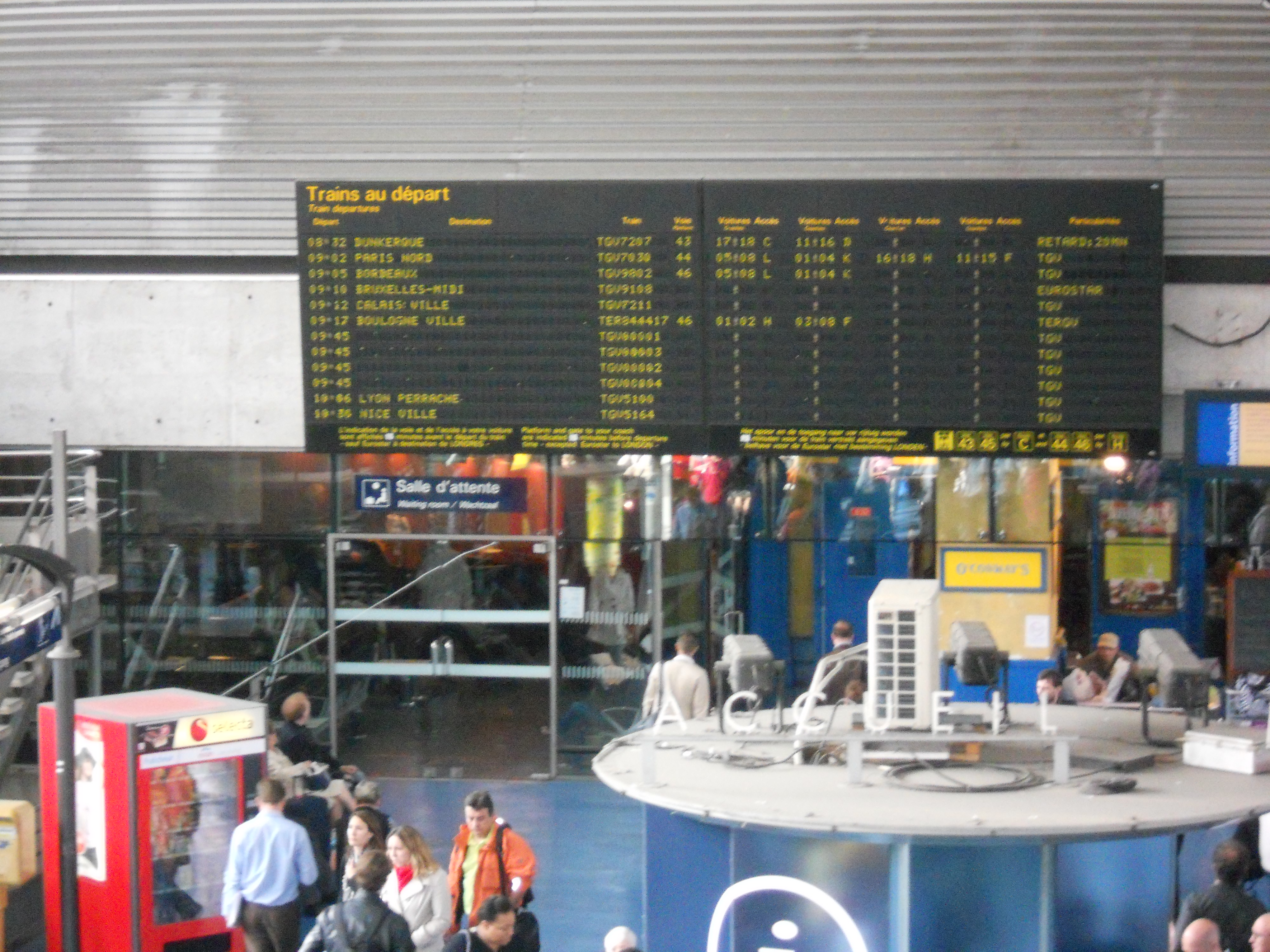
Utastájékoztató tábla
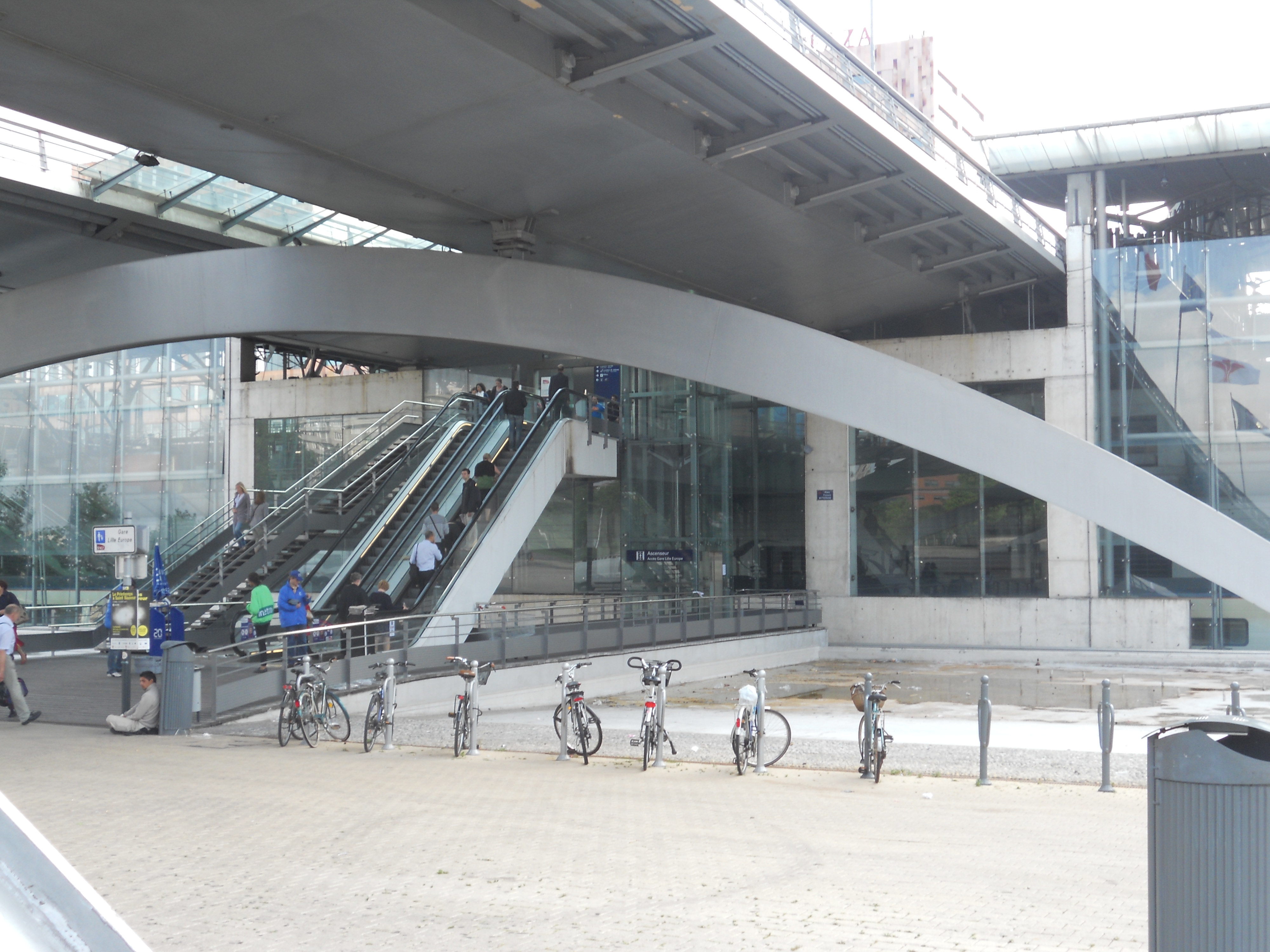